# Prinzenthal

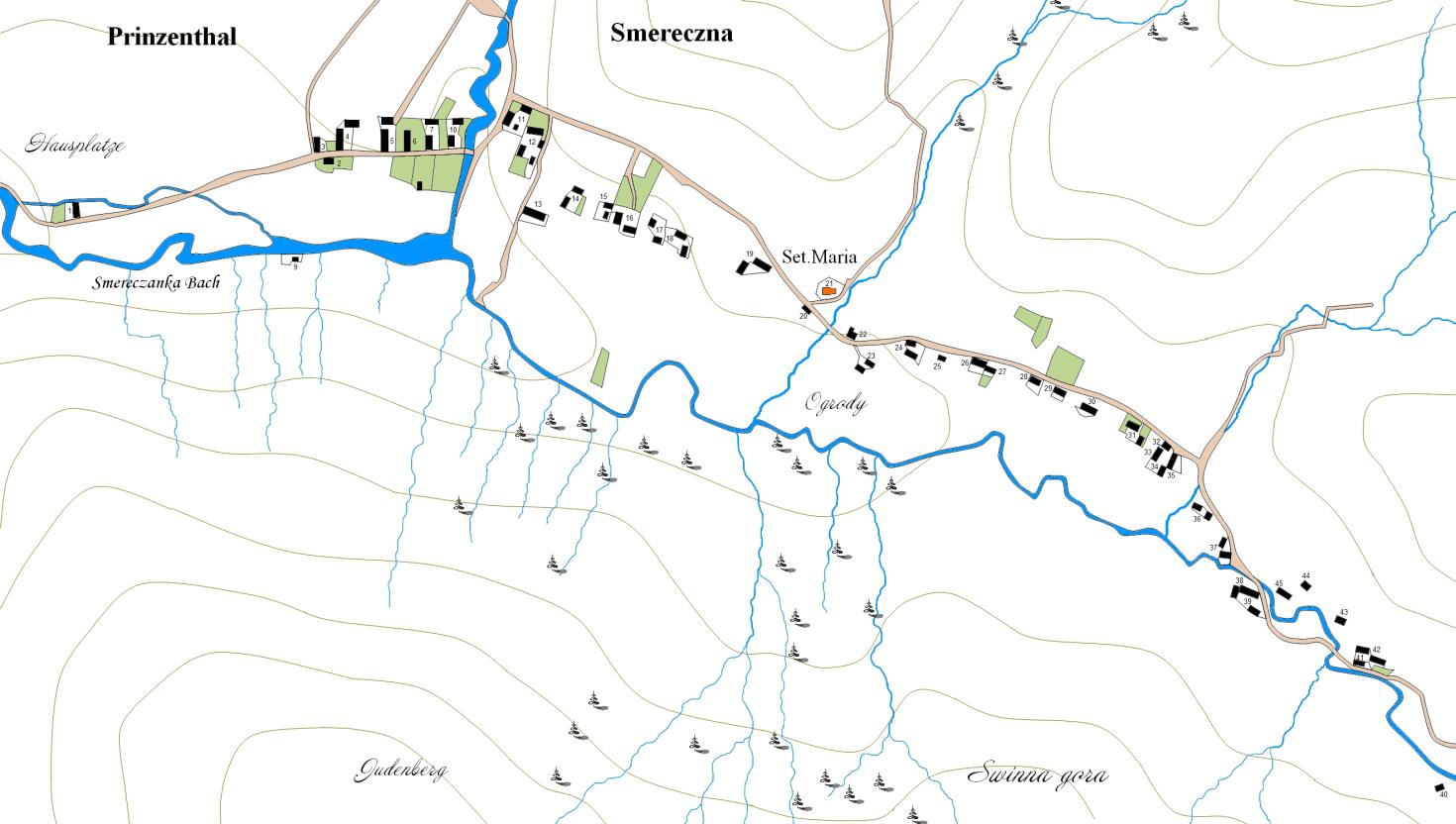
Smereczna i Prinzenthal nampie, stan z około 1853 roku

Prinzenthal, Kniażyn – część dawnej wsi Smereczna, na Ukrainie, w rejonie starosamborskim obwodu lwowskiego. Obecnie w granicach administracyjnych miejscowości Terło, 10 km od przejścia granicznego w m. Krościenko nad Strwiążem.
Osada została założona w dobrach kameralnych dobromilskich w procesie kolonizacji józefińskiej przez osadników niemieckich (zobacz: Niemcy galicyjscy) wyznania luterańskiego (w większości) i reformowanego w 1784. Ewangelicy podlegali zborowi luterańskiemu w Bandrowie, ponadto osada leżała w granicach rzymskokatolickiej parafii w Chyrowie i greckokatolicka w Terle. Do 1939 roku powiat dobromilski (Bircza). W okresie międzywojennym miejscowość należała do Polski. W 1921 roku była wieś stanowiła najmniejszą gminę jednostkową woj. lwowskiego, licząc zaledwie 41 mieszkańców. Od 1934 do gminy Horucko. W styczniu 1940 miejscowa ludność niemiecka została stąd wysiedlona w ramach akcji Heim ins Reich. Kolonia została rozwiązana w roku 1946, w 1952 wysiedlono również Smereczną, po czym jej obszar włączono do Terła.